# 大滝信孝
大滝 信孝（おおたき のぶたか、1950年2月9日 - ）は、新潟県村上市寒川出身の元プロ野球選手（投手）。

## 来歴・人物
村上高時代は速球投手として知られた。
1968年、サンケイアトムズへドラフト外で入団。
経歴とプロ向きの性格から『土橋二世』と期待されたが、コーチによるフォーム改造の際、肩を骨折。一旦退団した後復帰しロッテ・オリオンズへ移籍するも、肩の回復はならず一軍戦出場なく引退した。
引退後は東京で会社員をしていたが、帰郷し飲食店を開いた。帰郷後も日本プロ野球OBクラブ新潟県幹事及び少年野球指導者・飲食店店主として活動している。

## 詳細情報

### 年度別投手成績
- 一軍公式戦出場なし

### 背番号
- 76 （1969年）
- 82 （1971年）